# Turritopsis rubra

Turritopsis rubra is een hydroïdpoliep uit de familie Oceaniidae. De poliep komt uit het geslacht Turritopsis. Turritopsis rubra werd in 1895 voor het eerst wetenschappelijk beschreven door Farquhar. 